# Rovnoměrné rozdělení
Rovnoměrné rozdělení pravděpodobnosti přiřazuje všem hodnotám náhodné veličiny stejnou pravděpodobnost.
Rovnoměrné rozdělení má svoji diskrétní i spojitou podobu.

## Spojité rozdělení

Hustota rovnoměrného rozdělení pravděpodobnosti.

Rovnoměrné rozdělení na intervalu {\displaystyle (a,b)}, kde {\displaystyle -\infty <a<b<\infty }, má ve všech bodech daného intervalu konstantní hustotu pravděpodobnosti, kterou lze vyjádřit vztahem
{\displaystyle f(x)=\left\{{\begin{matrix}{\frac {1}{b-a}}&{\mbox{ pro }}x\in (a,b)\\0&{\mbox{ pro }}x\notin (a,b)\end{matrix}}\right.}
Mimo tento daný interval je tedy hustota pravděpodobnosti nulová. Na obrázku je zobrazena hustota pravděpodobnosti rovnoměrného rozdělení.
Náhodnou veličinou s rovnoměrným rozdělením je např. chyba při zaokrouhlování.

### Charakteristiky rozdělení
Střední hodnota rovnoměrného rozdělení je
{\displaystyle \operatorname {E} (X)={\frac {a+b}{2}}}
Rozptyl má hodnotu
{\displaystyle D(X)=\sigma _{X}^{2}={\frac {{(b-a)}^{2}}{12}}}
Koeficient šikmosti je nulový, tzn. {\displaystyle \gamma _{1}=0\,\!}.
Koeficient špičatosti má konstantní hodnotu {\displaystyle \gamma _{2}=-{\frac {6}{5}}}.

### Distribuční funkce

Distribuční funkce rovnoměrného rozdělení pravděpodobnosti.

Distribuční funkce {\displaystyle F(x)} k rovnoměrnému rozdělení má tvar
{\displaystyle F(x)=\left\{{\begin{matrix}0&{\mbox{ pro }}x\leq a\\{\frac {x-a}{b-a}}&{\mbox{ pro }}a<x<b\\1&{\mbox{ pro }}x\geq b\end{matrix}}\right.}

## Diskrétní rozdělení
Diskrétní rovnoměrné rozdělení popisuje náhodnou veličinu, která může nabývat {\displaystyle n} hodnot se stejnou pravděpodobností {\displaystyle {\frac {1}{n}}}, přičemž se předpokládá, že vzdálenosti mezi jednotlivými hodnotami náhodné veličiny jsou stejné.
Rovnoměrné rozdělení představuje nejjednodušší případ diskrétního rozdělení.

### Příklad
Typickým příkladem diskrétního rovnoměrného rozdělení je hod šestistěnnou hrací kostkou, kdy pravděpodobnost padnutí každého z čísel je {\displaystyle {\frac {1}{6}}}.